# Коротневая
Коротневая — деревня в Кадуйском районе Вологодской области.
Входит в состав сельского поселения Семизерье (до 2015 года входила в Барановское сельское поселение), с точки зрения административно-территориального деления — в Барановский сельсовет.
Расстояние по автодороге до районного центра Кадуя — 75 км, до центра сельсовета деревни Барановская — 1 км. Ближайшие населённые пункты — Барановская, Кананьевская, Крестовая, Ларионовская, Савельевская.
По переписи 2002 года население — 12 человек.